# Krummflügelige Halmfliege
Die Krummflügelige Halmfliege (Camarota curvipennis) ist eine Fliege aus der Familie der Halmfliegen (Chloropidae).

## Merkmale
Die Fliegen erreichen eine Körperlänge von 2,5 bis 3 mm. Sie besitzen eine schwarze Grundfarbe mit überwiegend gelb gefärbtem Kopf (mit je einem schwarzen Fleck auf den Wangen) und gelben Zeichnungselementen auf Antennen und Beinen. Der Kopf ist in Aufsicht dreieckig und länger als breit, mit drei großen, schwarz gefärbten Ocellen in einem großen Ocellendreieck, die Stirn (Frons) ist deutlich nach vorn erweitert. Die Komplexaugen sind groß und oval geformt, mit der langen Achse in Körperlängsrichtung. Die Antennen sind relativ lang, die Fühlerborste (Arista) dick mit trapezförmig verbreitertem ersten Glied. Die Flügel sind bräunlich getönt mit dicker, schwarzer Aderung, sie werden in Ruhestellung über der Krümmung des Hinterleibs eingefaltet, wodurch die Fliege ein käfer-ähnliches Aussehen erhält. In der Aderung ist die Ader R2+3 mit R1 (dem ersten Ast des Radius) und der Subcosta verschmolzen.

## Vorkommen und Lebensweise
Die Krummflügelige Halmfliege ist paläarktisch verbreitet. Sie ist in Europa fast überall verbreitet, fehlt aber im größten Teil Skandinaviens. In Deutschland ist sie weit verbreitet, gilt aber in vielen Regionen als selten und gefährdet. Nach Süden reicht ihr Vorkommen bis nach Nordafrika. Des Weiteren ist sie im Nahen Osten und im Kaukasus und im Westen Asiens vertreten. Sie fliegt von März bis in den Oktober hinein. Den bevorzugten Lebensraum der Fliegenart bilden Wiesen und Getreideflächen.
Die Fliegenlarven minieren in den Halmen von Süßgräsern (Poaceae). Sie wird vor allem von Getreide-Arten angegeben, weitere Angaben stammen von Quecke (Elymus repens), Angaben von weiteren Grasarten sind unsicher, Angaben auch aus Wiesengräsern beruhen nur auf alten Angaben und sind möglicherweise irrtümlich. In einem einzelnen Halm können mehrere Larven, bis zu fünf, leben. Die Larven sind pflanzenfressend (phytophag) und ernähren sich vom Markgewebe. Bei Befall von jungen Trieben ist das Wachstum gestört, es wird keine Ähre ausgebildet. Sie gilt daher regional in Südeuropa als landwirtschaftlicher Schädling, ist aber normalerweise wirtschaftlich bedeutungslos.

## Taxonomie
Die Art wurde von Latreille, als Oscinis curvipennis, erstbeschrieben. Sie ist, unter dem synonymen Namen Camarota flavitarsis Meigen, 1830, Typusart der Gattung Camarota. Es ist die einzige paläarktische Art der Gattung. Die Gattung Camarota ist, mit wenigen Arten, außerdem im tropischen Afrika verbreitet. Camarota cylindrica Deeming,
1981 und Camarota angustipennis Deeming, 1981 sollen sich, wie viele Halmfliegenarten, räuberisch ernähren.
In der Literatur finden sich folgende Synonyme:
- Camarota aurifrons Haliday, 1833
- Camarota ceralis Rondani, 1873
- Camarota flavitarsis Meigen, 1830
- Camarota rufimana Roser, 1840